# Kaproen (cartoonist)
Kaproen was een schuilnaam waaronder tijdens de Tweede Wereldoorlog in onder andere het weekblad De Nationale Socialist spotprenten gemaakt werden over de Joden, Engelsen, het verzet en de Franstaligen. Al jaren werd vermoed dat Willy Vandersteen (auteur van onder meer Suske en Wiske) hierbij betrokken zou zijn. In 2010 bleek uit een onderzoek, gefinancierd door Vandersteens familie zelf en uitgevoerd door historici van het historisch onderzoeksbureau Geheugen Collectief, dat Vandersteen inderdaad betalingen ontvangen heeft voor tekeningen van Kaproen. Historicus Bruno De Wever vermoedt dat naast Vandersteen nog een tekenaar dit pseudoniem gebruikte.

## Kaproen als schuilnaam
Kaproen werkte samen met Bert Peleman (onder de naam Ulenspiegel), die de teksten aandroeg, voor het boekje Zóó zag Brussel de Dietsche Militanten, waarin onder andere de Jodenvervolging wordt gepropageerd. Toen de oorlog voorbij was kregen Bert Peleman en de uitgever van het boekje gevangenisstraffen opgelegd. Kaproen ging echter vrijuit.

## Willy Vandersteen

### Vermoedens en eerste onderzoek

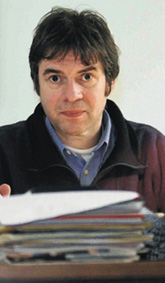
Marc Verhaegen

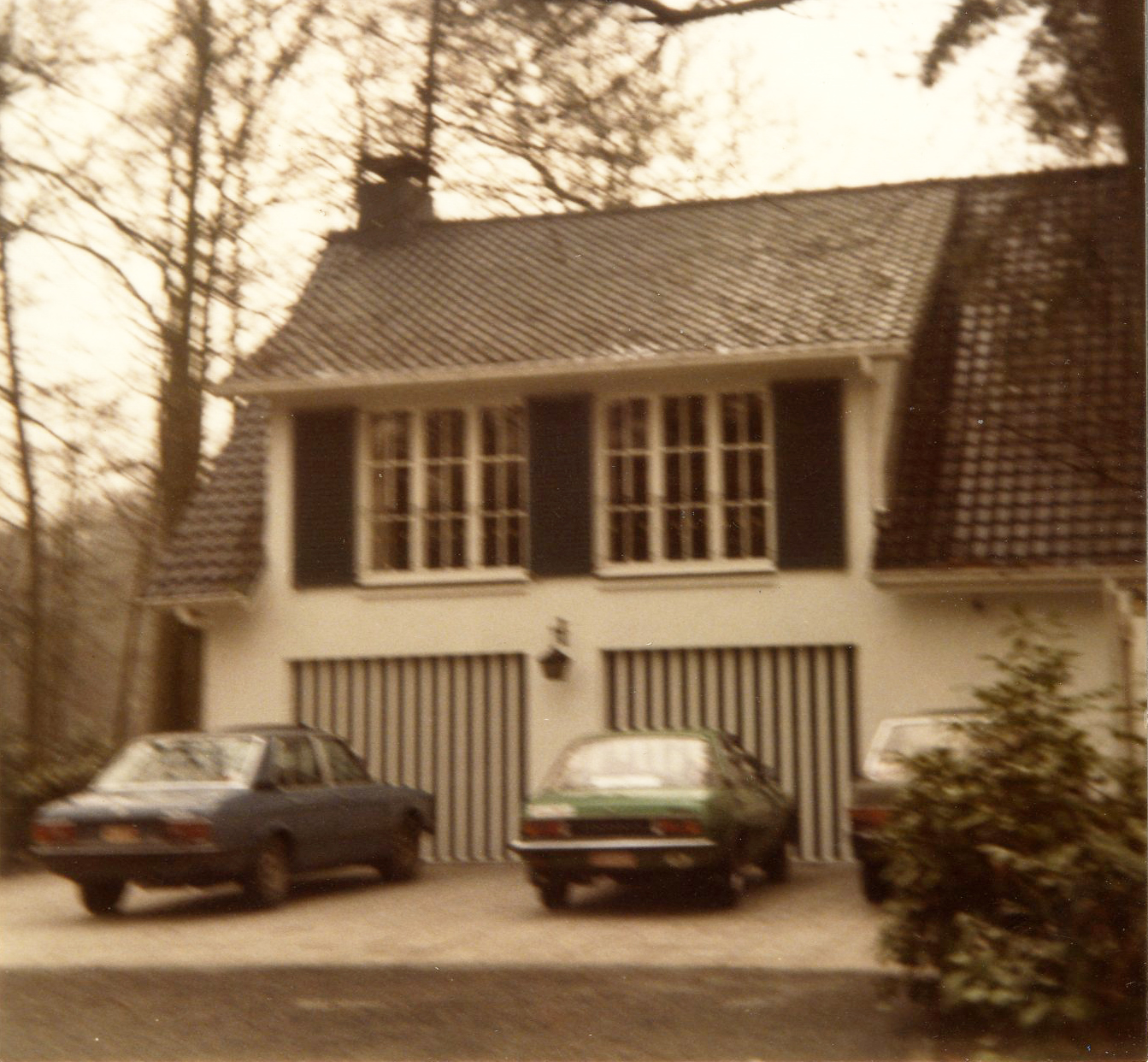
Studio Vandersteen in 1985

In 2005 werd Marc Verhaegen, de toenmalige tekenaar van Suske en Wiske, ontslagen. Verhaegen vermoedde dat dit, ondanks anders verteld, te maken had met het onderwerp van zijn scenario: Jodenvervolging. Het verhaal, Sulamith Schiff, werd, een tijdje voor zijn plotselinge ontslag, afgewezen door de erven van Vandersteen. De dochter van Vandersteen, Helena, ontkende echter dat dit de reden was.
Door sommigen werd al jaren eerder beweerd dat Vandersteen extreemrechtse sympathieën had. Ook komt zijn tekenstijl sterk overeen met die van de cartoons. Daarnaast is er sprake van een 'gat' in de carrière van Vandersteen en had hij banden met Peleman via de Landbouw- en Voedingscorporatie. Vandersteen werd met de prenten geconfronteerd, maar ontkende dat hij Kaproen was. Ook Peleman ontkende dit.
Doordat er na het ontslag van Verhaegen bij Studio Vandersteen in 2005 veel commotie was ontstaan, werd het onderzoek in de handen van een Nederlandse universiteit gelegd. Hier werd echter geen enkele formele aanklacht tegen Vandersteen gevonden, waardoor zijn band met Kaproen niet kon worden bevestigd.

### Nieuw onderzoek met belastend bewijs
Het historisch onderzoeksbureau Geheugen Collectief voerde op vraag van de familie Vandersteen en Standaard Uitgeverij in 2009 en 2010 opnieuw onderzoek uit naar de identiteit van Kaproen. Dat Vandersteen Kaproen was, werd tot dan toe nooit gestaafd met bewijzen. Bij het doorzoeken van de archieven vond het onderzoeksbureau een stuk waaruit blijkt dat de vergoedingen voor de tekeningen van Kaproen wel degelijk voor Vandersteen waren. De bewuste documenten bevinden zich in het procesdossier van Volk en Staat. Dit onderzoek bevestigt zowel dat Vandersteen onder het pseudoniem Kaproen een aantal antisemitische prenten tekende als dat hij in 1942 het boekje "Zóó zag Brussel de Dietsche Militanten" met teksten van Bert Peleman (pseudoniem "Ulenspiegel") illustreerde. Daarnaast maakte Vandersteen ook verschillende cartoons over Bart de Brigademan in het collaborerende dagblad Volk en Staat van dezelfde uitgever. Peleman en de uitgever van het boekje werden veroordeeld voor collaboratie. Willy Vandersteen werd zelf echter nooit veroordeeld voor collaboratie.

### Reactie familie en uitgeverij
Helena Vandersteen reageerde op de onderzoeksresultaten: "Als kinderen van Willy Vandersteen zijn we geschrokken dat hij de auteur is van die tekeningen. Het paste niet bij het beeld dat wij hadden en de manier waarop wij onze vader gekend hebben."
De uitgeverij gaf aan dat ze niet verwachtte dat de onthullingen invloed zouden hebben op de populariteit van Suske en Wiske, omdat deze zaak ver afstaat van waarom de lezers zo van Suske en Wiske houden. Een vergelijkbaar situatie was het geval bij Hergé en Kuifje, waarop ook veel kritiek is geweest. Daarnaast zal mogelijk het feit dat Vandersteen eveneens antinazistische cartoons tekende meespelen. Het vakblad "Brabant Strip Magazine" publiceerde in 2009 de tekeningen die Vandersteen in 1943 onder het pseudoniem WIL tegen de nazibezetter had getekend, onder de titel "Dappere Jan".
Het definitieve onderzoeksrapport verscheen in 2013.